# 아바그로티스 미라빌리스
아바그로티스 미라빌리스(Abagrotis mirabilis)는 밤나방아과에 속하는 나방으로, 1879년 Augustus Radcliffe Grote에 의해 기술되었다. 컬럼비아 주부터 캘리포니아 주 까지 북아메리카 서부에 주로 서식하며, 날개 길이는 약 35mm이다. 아바그로티스 미라빌리스의 유충은 주니퍼러스와 세드러스 종을 먹는다.